# Martin Stuart-Fox
Martin Stuart-Fox (* 13. März 1939) ist ein australischer Südostasienwissenschaftler, Historiker und ehemaliger Journalist. Er ist emeritierter Professor für Geschichte an der University of Queensland in Brisbane und Autor mehrerer Bücher über die Geschichte von Laos.

## Leben
Martin Stuart-Fox wurde 1939 geboren. Nach seinem Schulabschluss studierte er zunächst an der University of Queensland (UQ) Zoologie, Evolutionsbiologie und Mathematik und schloss 1960 mit einem BSc ab. Anschließend war er als Marinebiologe in der Fischereibehörde von Papua-Neuguinea, als Lehrer für Mathematik und Naturwissenschaft in Hongkong und als Landwirtschaftsberater für USAID in Laos tätig. Von 1964 bis 1972 arbeitete er als Journalist und Korrespondent für United Press International (UPI), für die er insbesondere vom Vietnamkrieg berichtete. Nachdem er Vietnam verlassen hatte, berichtete er aus Afghanistan, Indien und Bangladesch.
Ende 1972 kehrte er nach Australien zurück. An der University of Queensland machte er seinen 1975 BA in Geschichte und Philosophie, 1979 seinen MA in Theorie der Geschichte. Ab 1976 lehrte er als Tutor, später Lecturer, Reader und schließlich Professor der Geschichte an der UQ. 1985 promovierte er zum PhD, seine Dissertation befasst sich mit „evolutionärer Geschichtstheorie“. Er leitete fünf Jahre das historische Seminar. Stuart-Fox ist u. a. Mitglied des Australian Institute of International Affairs und wurde als Fellow der Australian Academy of the Humanities ausgezeichnet. Als Berater erstellte er Gutachten für die Asiatische Entwicklungsbank zur Gründung der Nationaluniversität Laos (1993), für die australische Bergbaugesellschaft Oxiana über politische Risiken in Laos (1996) und für die Weltbank zum wirtschaftlichen Reformprozess in Laos (2004). 2005 ging er in den Ruhestand.

## Forschungsschwerpunkte
Stuart-Fox beschäftigt sich unter anderem mit Geschichtstheorie, Ideengeschichte, frühem Buddhismus, Geschichte und kulturellen Traditionen Süd- und Ostasiens sowie religiöser Symbolik; bekannt wurde er jedoch besonders als Experte für die Geschichte von Laos. Er hat als Autor, Co-Autor und Herausgeber zwischen 1982 und 2006 elf Bücher veröffentlicht, die meisten davon über Laos.

## Werke (Auswahl)
- 1982: Contemporary Laos: studies in the politics and society of the Lao People’s Democratic Republic (Herausgeber)
- 1985: The murderous revolution: life and death in Pol Pot’s Kampuchea
- 1986: Laos: politics, economics and society
- 1986: The twilight language: explorations in Buddhist symbolism and meditation (Koautor)
- 1987: Vietnam in Laos: Hanoi’s model for Kampuchea
- 1992: Historical dictionary of Laos (Koautor)
- 1996: Buddhist kingdom, Marxist state: the making of modern Laos
- 1997: A history of Laos
- 1998: The Lao kingdom of Lan Xang: rise and decline
- 2001: Historical dictionary of Laos (Neuauflage)
- 2003: A short history of China and Southeast Asia: tribute, trade and influence
- 2006: Naga cities of the Mekong: a guide to the temples, legends and history of Laos